# Полингер, Виктор Зигфридович
Виктор Зигфридович Полингер (род. 1945, Кишинёв) — советский и американский физик, физикохимик, доктор физико-математических наук (1987).

## Биография
Родился в семье художника Зигфрида Базилевича Полингера и учителя химии и биологии Татьяны Марковны Вассерман (1923—1962).
Окончил физико-математический факультет Кишинёвского университета. Кандидатскую диссертацию по теме «Электронно-колебательное взаимодействие в многоатомных системах с электронно-вырожденным Т-термом» защитил в 1974 году. Диссертацию доктора физико-математических наук по теме «Многомодовой эффект Яна-Теллера в приместных центрах кристаллов и кластерах переходных металлов» защитил в 1987 году под руководством И. Б. Берсукера. Был научным сотрудником лаборатории квантовой химии Академии наук Молдавской ССР. С начала 1990-х годов — в США, сотрудник химического отделения Вашингтонского университета в Сиэтле и отделения математики колледжа Белвью (Белвью).
Основные труды в области квантовой физики и физики твёрдого тела, эффекта Яна—Теллера.

## Монографии
- Вибронные взаимодействия в молекулах и кристаллах / И. Б. Берсукер, В. З. Полингер. — М.: Наука, 1983. — 336 с.
- Vibronic Interactions in Molecules and Crystals / I. B. Bersuker, V. Z. Polinger. — Springer, 1989 & 2012.